# بابيلون إنسيولار سانتياغو مارتن
بابيلون إنسيولار سانتياغو مارتن (بالإسبانية: Pabellón Insular Santiago Martín)‏ صالة رياضية مغلقة في مدينة سان كريستوبال دي لا لاغونا في إسبانيا، تستخدم لرياضة كرة السلة ، وهي معقل نادي كانارياس لكرة السلة الذي يلعب في بطولة الدوري الإسباني لكرة السلة، أُفتتحت الصالة سنة 1999 ، وتتسع الصالة إلى 5,100 متفرج.